# Octave One
Octave One est un groupe américain de techno, originaire de Détroit, dans le Michigan. Il est composé de Lenny et Lawrence Burden, parfois associés à leurs trois autres frères, Lorne, Lynell et Lance.
Ils fondent au début des années 1990 le label 430 West qui est à l'origine de la seconde vague de la techno de Détroit. Ils font de nombreuses tournées en tant que DJ ou musiciens en live.

## Histoire
En 1989, le groupe fait ses débuts sur le label Transmat de Derrick May avec le single I Believe. En 1990, I Believe figure sur la compilation Techno 2 : The Next Generation (10 Records). En 1990 également, avec leur frère Lynell, ils forment le label 430 West pour sortir le disque vinyle The Octivation EP d'Octave One. Octave One remixe des enregistrements pour Massive Attack, Joey Negro, DJ Rolando, Steve Bug, John Thomas, The Trammps, Rhythm is Rhythm et Inner City. En 2000, Octave One sort son enregistrement le plus réussi commercialement, Blackwater. En 2002, Blackwater est remixé par le groupe avec un arrangement de cordes retravaillé en direct par l'Urban Soul Orchestra à Londres, en Angleterre. Le single est réédité par Concept Music (Royaume-Uni), Ministry of Sound/Voidcom (Allemagne), Vendetta Records (Espagne) et Tinted (Australie) la même année et se classe 47e (février 2002) et 69e (septembre 2002) au UK Singles Chart.
Octave One tourne dans le monde entier en tant que musicien de musique électronique et fait partie de la deuxième génération d'artistes techno de Détroit.
Principalement connus pour leurs morceaux techno, les frères Burden ont également produit de nombreux disques de deep house et de garage sous d'autres pseudonymes, notamment Random Noise Generation, Metro D (avec Terrell Langston) ou Never on Sunday. 

## Discographie
- 1990 : I Believe (Transmat / Ten Records Ltd.)
- 1991 : Falling in Dub (430 West) (sous Random Noise Generation)
- 1991 : Octivation EP (430 West)
- 1991 : What Is A Dancer?  (430 West) (sous Metro D)
- 1991 : Decay (1991, Retroactive) (sous Never on Sunday)
- 1992 : In The City (430 West) (sous Metro D)
- 1992 : Day By Day (1992, 430 West) (sous Never on Sunday)
- 1995 : Conquered Nation (1995, 430 West)
- 1996 : Luv + Affection   (Soul City) (sous The Burden Brothers)
- 1997 : The Living Key (To Images From Above) (album, 430 West)
- 1998 : Aztlan / DayStar Rising (430 West / Underground Resistance)
- 2001 : Blackwater (Concept Music)
- 2002 : The Theory of Everything (album, Concept Music)
- 2015 : Burn It Down (album, 430 West)
- 2022 : Patterns of Power (album, 430 West)
- 2023 : Never on Sunday (album, 430 West)